# Тюленячі
Тюле́нячі острови́ (каз. Түлен аралдары) — група низинних піщаних островів біля західного берега Казахстану в Каспійському морі.

## Географія
Острови розташовані в Мангистауській затоці, біля північного берега півострова Тупкараган. Складені з піску, місцями з глинистих порід. Через перепади рівня води у Каспійському морі та незначну висоту, острови змінюють свої обриси. Флора представлена напівпустельною рослинністю.
Острови являють собою групу з 5 великих та декількох дрібних островів:
- Кулали
- Морський
- Новий
- Підгорний
- Рибачий

На островах поширений рибний промисел.

## Історія
Влітку 1667 року прибічники Степана Разіна, а їх було приблизно 200 осіб, втекли з Гур'єва (сучасний Атирау) на острови. Із Астрахані було направлено 2690 стрільців, озброєних артилерією, в 40 морських стругах. 15 вересня 1667 року почався штурм селища втікачів, укріпленого козаками-повстанцями. «Ратные люди городок взяли за великим боем».
На початку XX століття на островах велись тюленячі промисли, були збудовані будівлі та склади для зберігання тюленячого жиру.